# 荣如德
荣如德（1934年12月—2024年11月26日），中国翻译家，他翻译了大量俄语和英语的文学作品，俄语有费奥多尔·陀思妥耶夫斯基的《白痴》、《卡拉马佐夫兄弟》和索尔仁尼琴的《癌病房》，英语翻译作品则有查尔斯·狄更斯的《雾都孤儿》和威廉·梅克比斯·萨克雷的《花花世界》等。

## 生平
荣如德祖籍无锡，家境尚可，自幼就对戏曲和唱片感兴趣。1945年进入私立光华大学附中就读，受教于徐燕谋和徐家烈两兄弟。徐氏昆仲对英语和古文的讲解大大影响了荣如德。一年后因私立学校价格太贵，荣如德先后转入吴淞中学和民立中学学习。1950年为了不离家而又可以负担自己的生活，他从上海格致中学高中肄业，考入华东人民革命大学附设外文专修学校（现上海外国语大学）的俄语专业，每月得以有一点津贴供自己生活。
1953年春提前毕业留校，先后在俄译汉及汉译俄教研组任教，业余进行俄语著作翻译。1956年因喜欢发表译作招来了“热衷于种自留地，不思进取”的非议，于年底辞职离校，专事文学翻译。1960年代初荣如德进入上海编译所筹备处，结识了罗稷南、满涛、草婴、侍桁、左海等多位译界前辈。文革爆发后，他下放劳动，后进入五七干校改造。后编译所部分人员集中起来成立“翻译连”，接受周恩来下达的翻译世界各国历史的任务，承担了困难最多的非洲部分。在阅读大量历史文献的过程中，荣如德要大量接触英文工具书。由于他有英语基础，又一直爱好收藏唱片，要阅读大量英文介绍，荣如德被人认为精通英语，有些英文小说就开始指派给他翻译。
文革后，荣如德接到的第一个英文约稿就是查尔斯·狄更斯的《雾都孤儿》，本书出版后获得好评。他又将之前出于兴趣翻译的奥斯卡·王尔德的《道林·格雷的画像》和罗伯特·路易斯·史蒂文森《金银岛》交付出版。1990年代他倾注多年精力翻译了萨克雷的代表作《花花世界》。1996年他受聘为上海文史研究馆馆员，2003年应特邀为上海市第十届政协委员。2005年获得中国译协授予的“资深翻译家”称号。2006年夏天他译完乔治·奥威尔的《动物农场》。